# 红舟榄属
红舟榄属（学名：Winitia）为番荔枝科的一个属。现并入嘉宝榄属（Stelechocarpus Hook.f. & Thomson）。

## 下属物种
本属包括以下物种：
- Winitia expansa Chaowasku[2]
- 泰国红舟榄 Winitia thailandana Chaowasku & Aongyong[3]